# J. G. A. Pocock
John Greville Agard Pocock (Londres, 7 de marzo de 1924 - 12 de diciembre de 2023) fue un historiador británico, neozelandés y estadounidense. Es citado como J. G. A. Pocock. Destaca por sus estudios sobre el republicanismo en la Edad Moderna, sobre Edward Gibbon y otros historiadores de la Ilustración, y en general, sobre la historia del discurso político, su principal contribución al método histórico.

## Biografía

### Formación y carrera
Pasó la mayor parte de su juventud en Nueva Zelanda. En 1966 emigró a los Estados Unidos. En 1975 empezó a enseñar en la Johns Hopkins University de Baltimore.
Su primer libro, The Ancient Constitution and the Feudal Law trata sobre el tema de la mentalidad del derecho anglosajón (common law mind), mostrando cómo pensadores tales como el jurista inglés Edward Coke (1552–1634) convirtieron un análisis histórico en una epistemología del derecho y la política; construcción que los autores de mediados del siglo XVII subvirtieron. Parte de esta obra ha sido enmendada en ediciones posteriores.
En los años setenta Pocock cambió su área de interés desde la forma en que los juristas entienden la evolución del derecho hacia la forma en que lo hacen los filósofos y teólogos. En The Machiavellian Moment (1975), que se considera su magnum opus, muestra cómo florentinos, ingleses y estadounidenses han respondido y analizado la destrucción de sus estados y órdenes políticos en crisis sucesivas a través de la Edad Moderna. No tuvo una acogida unánime, pero sí se destaca su contribución, especialmente por su caracterización del teórico político James Harrington (1611–1677).
Posteriormente Pocock investigó la obra literaria de Edward Gibbon (1737–1794), historiador británico que describió el cataclismo del declive y caída del Imperio Romano como un conflicto inevitable entre la antigua virtud y el comercio moderno. Describe a Gibbon como un humanista cívico de buena fe, incluso al componer su gran «narrativa ilustrada». Los primeros dos volúmenes de la serie de seis que Pocock proyectó sobre Gibbon, Barbarism and Religion, ganaron el premio Jacques Barzun de la American Philosophical Society (1999).

## La «Cambridge School»
Pocock no es sólo un historiador, sino el pionero de un nuevo tipo de método histórico: el contextualismo (el estudio de «los textos en su contexto» -texts in context). En los años sesenta y comienzos de los setenta, él (introduciendo los «lenguajes» del pensamiento político) Quentin Skinner (que se centra en la intención del autor), y John Dunn (que se centra en la biografía), compusieron el núcleo informal de lo que se ha pasado a denominar la Escuela de Cambridge de historia del pensamiento político (Cambridge School). Más allá de la Escuela de Cambridge y sus seguidores, se negaba validez al entonces mayoritario método de estudio textual, que establecía previamente, y de forma anacrónica, un canon compartido de obras políticas destacadas.
El concepto de political languages («lenguajes» o «idiomas políticos») es la clave de la revisión histórica de Pocock. Lo define como idioms, rhetorics, specialised vocabularies and grammars considerada como a single though multiplex community of discourse, el lenguaje se «descubre» (uncovered o discovered) en los textos por los historiadores, que subsiguientemente «aprenden» de ellos en su debida forma. La resultante familiaridad produce un conocimiento de cómo el pensamiento político puede situarse en los «universos lingüísticos» descubiertos historiográficamente, y en qué forma exacta se expresa cada parte de un texto. Como ejemplos, Pocock ha citado los lenguajes políticos del common law, civil jurisprudence y classical republicanism (expresiones difícilmente traducibles de forma literal -no «derecho común», sino derecho anglosajón, «jurisprudencia civil» y «republicanismo clásico» -) con el que autores como James Harrington, Thomas Hobbes y John Locke alcanzaron sus objetivos retóricos.

## Historia británica
Desde 1975, Pocock impulsó el desarrollo de una nueva materia que denominó British History («historia británica») y que se ha etiquetado como New British History («nueva historia británica»), una expresión que él rechaza. Incita a los historiadores a reconsiderar dos temas vinculados con el futuro de la historiografía británica: En primer lugar, advierte la necesidad de rechazar las historias de los tres reinos (Escocia, Irlanda e Inglaterra) como entidades separadas, solicitando que los estudios lleven a una confluencia de las narrativas nacionales en una empresa verdaderamente integrada. En segundo lugar, solicita a los políticos que reconsideren la «europeización» del Reino Unido que se vendría produciendo desde la entrada en el Mercado Común (1973), que ve como un abandono de una parte importante de la soberanía nacional por motivos puramente económicos.

## Nueva Zelanda
Tras su trabajo sobre Gibbon, puso su atención sobre su zona de origen. En un conjunto de ensayos publicados desde 1991, Pocock exploró los mandatos históricos e implicaciones del Tratado de Waitangi de 1840 (entre la Corona Británica y los maoríes), que se considera el equivalente neozelandés de la Carta Magna, y que permite tanto a los descendientes de europeos (Pākehā) como a los descendientes de los indígenas reclamar una porción de la soberanía nacional.
Pocock concluye que el tema de la soberanía debe ser abordado a través de la experiencia compartida, un perpetuo debate que conducirá a tantos acuerdos ad hoc como sea necesario; dado que un rebrote de la violencia de las guerras de Nueva Zelanda del siglo XIX, no debe contemplarse como posible alternativa.

## Obra
- The Ancient Constitution and the Feudal Law: a study of English Historical Thought in the Seventeenth Century (1957, rept. 1987)**
- The Maori and New Zealand Politics (Hamilton, Blackwood & Janet Paul: 1965) editor, co-author
- Politics, Language and Time: Essays on Political Thought and History (Chicago: 1989, rept. 1972)
- Obligation and Authority in Two English Revolutions: the Dr. W. E. Collins lecture delivered at the University on 17 May 1973 (Victoria University: 1973)
- The Machiavellian Moment: Florentine Political Thought and the Atlantic Republican Tradition (Princeton: 1975, rept. 2003)
- The Political Works of James Harrington (1977)** editor
- John Locke: papers read at a Clark Library Seminar, 10 December 1977 (University of California: 1980) co-author
- Three British Revolutions: 1641, 1688, 1776 (Princeton: 1980) editor, co-author
- Virtue, Commerce and History: Essays on Political Thought and History Chiefly in the Eighteenth Century (1985)**
- Edmund Burke: Reflections on the Revolution in France (Hackett: 1987) editor
- Conceptual Change and the Constitution (University Press of Kansas: 1988) coeditor, co-author
- James Harrington: The Commonwealth of Oceana and A System of Politics (1992)** editor
- The Varieties of British Political Thought 1500–1800 (1993)** coeditor, co-author
- Edward Gibbon: Bicentenary Essays (Voltaire Foundation: 1997) coeditor
- Barbarism and Religion, vol. 1: The Enlightenments of Edward Gibbon, 1737–1764 (1999)**
- Barbarism and Religion, vol. 2: Narratives of Civil Government (1999)**
- Barbarism and Religion, vol. 3: The First Decline and Fall (2003)**
- Barbarism and Religion, vol. 4: Barbarians, Savages and Empires (2005)**
- Barbarism and Religion, vol. 5: Religion: the First Triumph (in process)**
- The Discovery of Islands: Essays in British History (2005)**
- Political Thought and History: Essays on Theory and Method (2009)** [trad. esp. Pensamiento político e historia. Ensayo sobre teoría y método. Madrid: Akal, 2011]
- More than 250 published scholarly articles and reviews (as of December 2009). For a comprehensive listing, see The Work of J.G.A. Pocock.

* in the English language.

** Cambridge University Press.